# Ischnothyreus elvis
Espèce
Ischnothyreus elvis est une espèce d'araignées aranéomorphes de la famille des Oonopidae.

## Distribution
Cette espèce est endémique du Brunei à Bornéo,.

## Description
Le mâle holotype mesure 1,45 mm.

## Étymologie
Cette espèce est nommée en l'honneur d'Elvis Presley.

## Publication originale
- Kranz-Baltensperger, 2011 : The oonopid spider genus Ischnothyreus in Borneo (Oonopidae, Araneae). Zootaxa, no 2939, p. 1-49.